# Friedrich Sigismund Stern
Friedrich Sigismund Stern (* 22. Augustjul. / 3. September 1812greg. in Kuigatsi, Livland; † 10. Maijul. / 22. Mai 1889greg. in Riga) war ein deutschbaltischer Maler und Graphiker.

## Leben
Friedrich Sigismund Stern wurde auf dem livländischen Gut Kuigatsi (deutsch Kuikatz) nördlich von Valga (Walk) geboren. Er besuchte das Gymnasium in Tartu (Dorpat). In Tartu studierte er anschließend Kunst bei Karl August Senff (1770–1838).
1838 ernannte ihn die Akademie der Künste in der russischen Hauptstadt Sankt Petersburg zum freien Künstler. In Tartu war er außerdem in der Druckerei von Georg Friedrich Schlater (1804–1870) als Lithograph beschäftigt.
Von 1841 bis zu seinem Tod unterrichtete Stern in Kuressaare (Arensburg) an der adligen Kreisschule, ab 1865 auch am örtlichen Progymnasium Zeichnen und Kalligraphie. 1845 unternahm er Reisen nach Italien und die Schweiz. 
Stern liegt heute auf dem Friedhof von Kudjape (Kudjapäh) auf der Insel Saaremaa (Ösel) begraben.

## Werk
Friedrich Sigismund Stern wurde vor allem für sein Werk Album Oeselscher Bauerntrachten bekannt. Es erschien zwischen 1856 und 1871 (Neudruck 1914). In seinen Lithographien stellt Stern mit großem Detailreichtum die folkloristische Kleidung der Kirchspiele der Insel dar. Daneben trat er mit Gemälden und Zeichnungen der baltischen Landschaft hervor. Sterns Bilderserien über Livland (1833 und 1838) und über die Baudenkmäler Saaremaas erreichten einen großen Bekanntheitsgrad. Beeinflusst war er durch den Klassizismus.